# Spencer Brown
Spencer Brown (Lenox, 28 febbraio 1998) è un giocatore di football americano statunitense che milita nel ruolo di offensive tackle per i Buffalo Bills della National Football League (NFL).

## Carriera

### Buffalo Bills
Brown al college giocò a football alla Northern Iowa University. Fu scelto nel corso del terzo giro (93º assoluto) nel Draft NFL 2021 dai Buffalo Bills. Debuttò come professionista subentrando nella gara del primo turno contro i Pittsburgh Steelers. La sua prima stagione si chiuse con 13 presenze, di cui 10 come titolare.